# Scott Arniel
Scott William Arniel (né le 17 septembre 1962 à Kingston, Ontario au Canada) est un joueur puis entraîneur canadien de hockey sur glace.

## Carrière
Avant de commencer une carrière professionnelle avec les Jets de Winnipeg de la Ligue nationale de hockey, il a remporté à deux reprises la Coupe Memorial avec les Royals de Cornwall. Il représenta aussi le Canada au Championnat du monde junior de hockey sur glace en 1981 et 1982, remportant une médaille d'or.
Entre 1982 et 1986, il évolua pour les Jets au Manitoba. Il passa aux mains des Sabres de Buffalo en 1986-1987. La saison 1991-1992 fut la dernière où il joua dans la Ligue nationale de hockey, il a alors évolué pour les Bruins de Boston.
Par la suite, il joua le reste de sa carrière de joueur dans la Ligue internationale de hockey jusqu'en 1999. Il annonça officiellement sa retraite le 15 juillet 1999. Il fut nommé ce même jour assistant entraîneur du Moose du Manitoba.
En 2006-2007, il fut nommé entraîneur-chef du Moose. En 2009, il remporta le trophée Louis-A.-R.-Pieri remis à l'entraîneur de l'année de la Ligue américaine de hockey.
Le 7 juin 2010, il accepte le poste d'entraîneur-chef avec les Blue Jackets de Columbus.
Le 24 mai 2024, il accepte le poste d'entraîneur-chef avec les Jets de Winnipeg.

## Parenté dans le sport
Il est l'oncle du joueur de hockey professionnel, Jamie Arniel.

## Statistiques

### En club
| Saison     | Équipe                  | Ligue          |     | Saison régulière | Saison régulière | Saison régulière | Saison régulière | Saison régulière |    | Séries éliminatoires | Séries éliminatoires | Séries éliminatoires | Séries éliminatoires | Séries éliminatoires |
| Saison     | Équipe                  | Ligue          | PJ  | B                | A                | Pts              | Pun              | PJ               | B  | A                    | Pts                  | Pun                  |                      |                      |
| 1978-1979  | Canadians de Kingston   | LHJMO          | -   | -                | -                | -                | -                | 3                | 0  | 1                    | 1                    | 0                    |                      |                      |
| 1979-1980  | Royals de Cornwall      | LHJMQ          | 61  | 22               | 28               | 50               | 51               | -                | -  | -                    | -                    | -                    |                      |                      |
| 1980       | Royals de Cornwall      | Coupe Memorial | -   | -                | -                | -                | -                | 5                | 0  | 2                    | 2                    | 2                    |                      |                      |
| 1980-1981  | Royals de Cornwall      | LHJMQ          | 68  | 52               | 71               | 123              | 102              | 19               | 14 | 19                   | 33                   | 24                   |                      |                      |
| 1981       | Royals de Cornwall      | Coupe Memorial | -   | -                | -                | -                | -                | 5                | 6  | 2                    | 8                    | 4                    |                      |                      |
| 1981-1982  | Royals de Cornwall      | LHO            | 24  | 18               | 26               | 44               | 43               | -                | -  | -                    | -                    | -                    |                      |                      |
| 1981-1982  | Jets de Winnipeg        | LNH            | 17  | 1                | 8                | 9                | 14               | 3                | 0  | 0                    | 0                    | 0                    |                      |                      |
| 1982-1983  | Jets de Winnipeg        | LNH            | 75  | 13               | 5                | 18               | 46               | 2                | 0  | 0                    | 0                    | 0                    |                      |                      |
| 1983-1984  | Jets de Winnipeg        | LNH            | 80  | 21               | 35               | 56               | 68               | 2                | 0  | 0                    | 0                    | 5                    |                      |                      |
| 1984-1985  | Jets de Winnipeg        | LNH            | 79  | 22               | 22               | 44               | 81               | 8                | 1  | 2                    | 3                    | 9                    |                      |                      |
| 1985-1986  | Jets de Winnipeg        | LNH            | 80  | 18               | 25               | 43               | 40               | 3                | 0  | 0                    | 0                    | 12                   |                      |                      |
| 1986-1987  | Sabres de Buffalo       | LNH            | 63  | 11               | 14               | 25               | 59               | -                | -  | -                    | -                    | -                    |                      |                      |
| 1987-1988  | Sabres de Buffalo       | LNH            | 73  | 17               | 23               | 40               | 61               | 6                | 0  | 1                    | 1                    | 5                    |                      |                      |
| 1988-1989  | Sabres de Buffalo       | LNH            | 80  | 18               | 23               | 41               | 46               | 5                | 1  | 0                    | 1                    | 4                    |                      |                      |
| 1989-1990  | Sabres de Buffalo       | LNH            | 79  | 18               | 14               | 32               | 77               | 5                | 1  | 0                    | 1                    | 4                    |                      |                      |
| 1990-1991  | Jets de Winnipeg        | LNH            | 75  | 5                | 17               | 22               | 87               | -                | -  | -                    | -                    | -                    |                      |                      |
| 1991-1992  | Nighthawks de New Haven | LAH            | 11  | 3                | 3                | 6                | 10               | -                | -  | -                    | -                    | -                    |                      |                      |
| 1991-1992  | Mariners du Maine       | LAH            | 14  | 4                | 4                | 8                | 8                | -                | -  | -                    | -                    | -                    |                      |                      |
| 1991-1992  | Bruins de Boston        | LNH            | 29  | 5                | 3                | 8                | 20               | -                | -  | -                    | -                    | -                    |                      |                      |
| 1992-1993  | Gulls de San Diego      | LIH            | 79  | 35               | 48               | 83               | 116              | 14               | 6  | 5                    | 11                   | 16                   |                      |                      |
| 1993-1994  | Gulls de San Diego      | LIH            | 79  | 34               | 43               | 77               | 121              | 7                | 6  | 3                    | 9                    | 24                   |                      |                      |
| 1994-1995  | Aeros de Houston        | LIH            | 72  | 37               | 40               | 77               | 102              | 4                | 1  | 0                    | 1                    | 10                   |                      |                      |
| 1995-1996  | Aeros de Houston        | LIH            | 64  | 18               | 28               | 46               | 94               | -                | -  | -                    | -                    | -                    |                      |                      |
| 1995-1996  | Grizzlies de l'Utah     | LIH            | 14  | 3                | 3                | 6                | 29               | 22               | 10 | 7                    | 17                   | 28                   |                      |                      |
| 1996-1997  | Moose du Manitoba       | LIH            | 73  | 23               | 27               | 50               | 67               | -                | -  | -                    | -                    | -                    |                      |                      |
| 1997-1998  | Moose du Manitoba       | LIH            | 79  | 28               | 42               | 70               | 84               | 3                | 1  | 0                    | 1                    | 10                   |                      |                      |
| 1998-1999  | Moose du Manitoba       | LIH            | 70  | 16               | 35               | 51               | 82               | 5                | 1  | 2                    | 3                    | 0                    |                      |                      |
| Totaux LNH | Totaux LNH              | Totaux LNH     | 730 | 149              | 189              | 338              | 599              | 34               | 3  | 3                    | 6                    | 39                   |                      |                      |

### En équipe nationale
| Année | Équipe | Compétition                 |   | PJ | B | A  | Pts | Pun           |  | Résultat |
| 1981  | Canada | Championnat du monde junior | 5 | 3  | 1 | 4  | 4   | 7e position   |  |          |
| 1982  | Canada | Championnat du monde junior | 7 | 5  | 6 | 11 | 4   | Médaille d'or |  |          |

### Entraineur-chef
| Saison    | Équipe                   | Ligue |                   | PJ                | V                 | D                 | Pr                | % V                  |  | Séries éliminatoires |
| 2006-2007 | Moose du Manitoba        | LAH   | 80                | 45                | 23                | 12                | 63,8              | Éliminés au 2e tour  |  |                      |
| 2007-2008 | Moose du Manitoba        | LAH   | 80                | 46                | 27                | 7                 | 61,9              | Éliminés au 1er tour |  |                      |
| 2008-2009 | Moose du Manitoba        | LAH   | 80                | 50                | 23                | 7                 | 66,9              | Finalistes           |  |                      |
| 2009-2010 | Moose du Manitoba        | LAH   | 80                | 40                | 33                | 7                 | 54,4              | Éliminés au 1er tour |  |                      |
| 2010-2011 | Blue Jackets de Columbus | LNH   | 82                | 34                | 35                | 13                | 49,4              | Non qualifiés        |  |                      |
| 2011-2012 | Blue Jackets de Columbus | LNH   | 41                | 11                | 25                | 5                 | 32,9              | Congédié             |  |                      |
| 2012-2013 | Wolves de Chicago        | LAH   | 76                | 37                | 30                | 9                 | 54,6              | Non qualifiés        |  |                      |
| 2024-2025 | Jets de Winnipeg         | LNH   | Saison en cours ? | Saison en cours ? | Saison en cours ? | Saison en cours ? | Saison en cours ? |                      |  |                      |

## Trophées et honneurs personnels
Coupe Memorial
- 1980 & 1981 : remporte la Coupe Memorial avec les Royals de Cornwall

Ligue américaine de hockey
- 2009 : récipiendaire du trophée Louis-A.-R.-Pieri